# Grammy Award for bedste nye kunstner
Grammy for bedste nye kunstner (Best New Artist) er en amerikansk pris der uddeles af Recording Academy for årets bedste musikudgivelse fra en debutant. Prisen har været uddelt siden 1960.
Prisen anses of nogen for en forbandelse, da en lang række modtagere ikke siden har været i stand til at leve op til successen med deres debut-udgivelse. Der er dog en række udtagelser, bl.a. The Beatles, Rickie Lee Jones, Mariah Carey og Christina Aguilera. Tilsvarende har en række fremragende og holdbare debutanter aldrig modtaget prisen.
Prisen for 1991 gik til Milli Vanilli, men blev siden trukket tilbage da det viste sig at gruppen ikke selv havde sunget på sit debutalbum.

## Vindere
Følgende personer eller grupper har vundet en Grammy for bedste nye kunstner:
- 1960: Bobby Darin
- 1961: Bob Newhart
- 1962: Peter Nero
- 1963: Robert Goulet
- 1964: Ward Swingle (The Swingle Singers)
- 1965: The Beatles
- 1966: Tom Jones
- 1967:
- 1968: Bobbie Gentry
- 1969: Jose Feliciano
- 1970: Crosby, Stills & Nash
- 1971: The Carpenters
- 1972: Carly Simon
- 1973: America
- 1974: Bette Midler
- 1975: Marvin Hamlisch

- 1976: Natalie Cole
- 1977: Starland Vocal Band
- 1978: Debby Boone
- 1979: A Taste of Honey
- 1980: Rickie Lee Jones
- 1981: Christopher Cross
- 1982: Sheena Easton
- 1983: Men at Work
- 1984: Culture Club
- 1985: Cyndi Lauper
- 1986: Sade
- 1987: Bruce Hornsby & the Range
- 1988: Jody Watley
- 1989: Tracy Chapman
- 1990: Milli Vanilli (trukket tilbage)
- 1991: Mariah Carey
- 1992: Marc Cohn
- 1993: Arrested Development
- 1994: Toni Braxton
- 1995: Sheryl Crow
- 1995: Sheryl Crow
- 1996: Hootie & The Blowfish
- 1997: LeAnn Rimes
- 1998: Paula Cole
- 1999: Lauryn Hill
- 2000: Christina Aguilera
- 2001: Shelby Lynne
- 2002: Alicia Keys
- 2003: Norah Jones
- 2004: Evanescence
- 2005: Maroon 5
- 2006: John Legend
- 2007: Carrie Underwood
- 2008: Amy Winehouse
- 2009: Adele
- 2010: Zac Brown Band
- 2011: Esperanza Spalding
- 2012: Bon Iver
- 2013: fun.
- 2014: Macklemore & Ryan Lewis
- 2015: Sam Smith
- 2016: Meghan Trainor
- 2017: Chance the Rapper
- 2018: Alessia Cara
- 2019: Dua Lipa
- 2020: Billie Eilish
- 2021: Megan Thee Stallion
- 2022: Olivia Rodrigo
- 2023: Samara Joy
- 2024: Victoria Monét
- 2025: Chappell Roan